# Британский институт
Британский институт (англ. British Institution, полное название British Institution for Promoting the Fine Arts in the United Kingdom) — частное общество, занимавшееся выставочной деятельностью в Лондоне в XIX веке. Также было известно как Pall Mall Picture Galleries и British Gallery). Общество было основано в 1805 году, распущено — в 1867 году.

## История
Институт был основан 4 июня 1805 года группой частных лиц на встрече в Лондонской таверне Thatched House Tavern. В этом же году был сформирован организационный комитет, и в сентябре было взято в аренду здание бывшей галереи Boydell Shakespeare Gallery на улице Пэлл-Мэлл сроком на 22 года. Институт был открыт 18 января 1806 года.

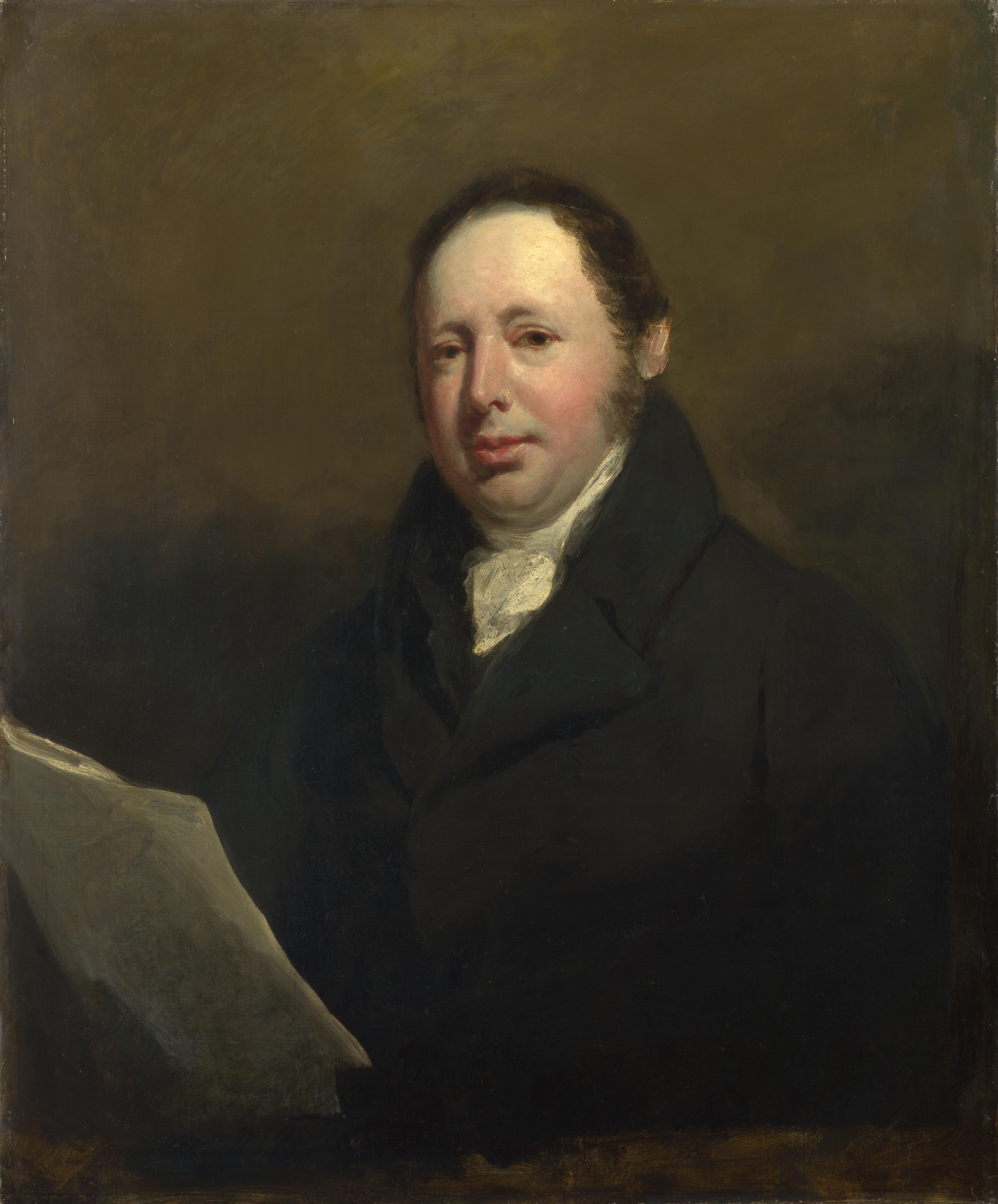
William Seguier, 1830 год

Меценаты Sir George Beaumont и Charles Long, основатели общества Hereditory Governors, назначили первым руководителем института арт-дилера и художника William Seguier, должность которого была названа суперинтендант. В последующем он стал первым хранителем Лондонской национальной галереи. Другие соучредители Hereditory Governors также принимали участие в работе института и в создании в Лондоне Национальной галереи, которая была образована в 1824 году. Создание Британского института обсуждалось в Королевской академии и первоначально отношения с ней были дружественными. Принц-регент был покровителем обеих организаций, и часть Королевской коллекции была представлена в институте.

## Здание

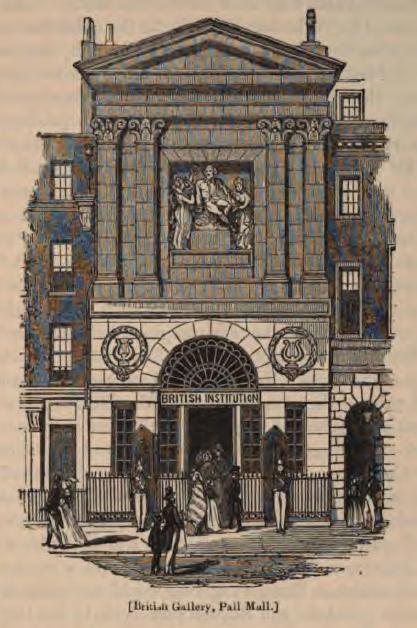
Здание British Institution в 1851 году

Здание Британского института было приобретено 1788 году гравером и издателем John Boydell и использовалось как Шекспировская галерея (Boydell Shakespeare Gallery) в целях содействия школе британской исторической живописи. Его архитектором был George Dance. Представляло собой монументальное неоклассическое каменное строение с тремя выставочными залами на первом этаже с общей площадью около 370 м². Скульптурная группа на фасаде была выполнена скульптором Томасом Бэнксом.

## Деятельность
В Британском институте проводились различные мероприятия, относящиеся к живописи. Выставлялось много произведений художников разных стран — как умерших, так и работавших в то время; часть из картин продавалась. Выставки посещали высокопоставленные особы Англии и зарубежных государств. C 1850 года патронессой Британского института была королева. Но в 1867 году срок аренды здания истёк и институт был закрыт. В 1868—1869 годах здание было разрушено; скульптурное изображение работы Бэнкса с его фасада было перенесено в город Стратфорд-апон-Эйвон и установлено на площади New Place — последнем месте жительства Уильяма Шекспира.